# Munich (Dakota del Nord)
Munich è un centro abitato (city) degli Stati Uniti d'America, situato nella Contea di Cavalier nello Stato del Dakota del Nord. Nel censimento del 2000 la popolazione era di 268 abitanti. La città è stata fondata nel 1904. Il nome è la traduzione in inglese di Monaco di Baviera.

## Geografia fisica
Secondo i rilevamenti dell'United States Census Bureau, la località di Munich si estende su una superficie di 1,60 km², tutti occupati da terre.

## Popolazione
Secondo il censimento del 2000, a Munich vivevano 268 persone, ed erano presenti 73 gruppi familiari. La densità di popolazione era di 169 ab./km². Nel territorio comunale si trovavano 124 unità edificate. Per quanto riguarda la composizione etnica degli abitanti, il 97,76% era bianco, lo 0,37% apparteneva ad altre razze e l'1,87% apparteneva a due o più razze. La popolazione di ogni razza ispanica corrispondeva allo 0,75% degli abitanti.
Per quanto riguarda la suddivisione della popolazione in fasce d'età, il 28,0% era al di sotto dei 18, l'1,9% fra i 18 e i 24, il 22,8% fra i 25 e i 44, il 25,7% fra i 45 e i 64, mentre infine il 21,6% era al di sopra dei 65 anni di età. L'età media della popolazione era di 44 anni. Per ogni 100 donne residenti vivevano 88,7 maschi.